# Нова Церкев (Тчевський повіт)
Нова Церкев (пол. Nowa Cerkiew, нім. Neukirch) — село в Польщі, у гміні Можещин Тчевського повіту Поморського воєводства.
Населення — 462 особи (2011).
У 1975-1998 роках село належало до Гданського воєводства.

## Демографія
Демографічна структура станом на 31 березня 2011 року:
|          | Загалом | Допрацездатний вік | Працездатний вік | Постпрацездатний вік |
| -------- | ------- | ------------------ | ---------------- | -------------------- |
| Чоловіки | 232     | 55                 | 162              | 15                   |
| Жінки    | 230     | 63                 | 139              | 28                   |
| Разом    | 462     | 118                | 301              | 43                   |